# Stephen Amell
Stephen Adam Amell (Toronto, Ontario, 8 de mayo de 1981), es un actor y actor de voz canadiense, mayormente reconocido por interpretar a Oliver Queen / Green Arrow en la serie de televisión Arrow, y en las series derivadas de la misma, The Flash, Legends of Tomorrow y Vixen, así como por dar vida al personaje de Casey Jones en la película Teenage Mutant Ninja Turtles: Out of the Shadows (2016). Igualmente, ha desarrollado papeles menores en series como Heartland, CSI: Miami, The Vampire Diaries y New Girl, además de haber prestado su voz para el personaje de Green Arrow en los videojuegos Injustice: Dioses entre nosotros y Lego Batman 3: Beyond Gotham.
Gracias a su trabajo como Green Arrow, ha obtenido múltiples nominaciones a los People's Choice Awards y a los Teen Choice Awards. Además de ello, ha realizado varias campañas caritativas a través del sitio Represent.com, principalmente para ayudar a niños que padecen enfermedades como el cáncer. Por otra parte, contrajo matrimonio con la actriz y modelo Cassandra Jean en diciembre de 2012 y en octubre de 2013 la pareja tuvo a su primera hija, Mavi Alexandra Jean Amell.

## Biografía y carrera como actor

### 1981-2011: primeros años e inicios como actor
Stephen Adam Amell nació el 8 de mayo de 1981 en la ciudad de Toronto, Canadá, hijo de Thomas Amell y Sandra Bolté. Tiene ascendencia británica, alemana y francesa, y es primo del también actor Robbie Amell. Durante su niñez y adolescencia, estudió artes en el St. Andrew's College, colegio privado exclusivo para varones ubicado en Aurora, Canadá. A los 19 años se mudó a California, Estados Unidos para estudiar actuación. Cuatro años más tarde, en 2004, apareció por primera vez en televisión como un instructor de spinning en la versión estadounidense de la serie Queer as Folk, y más tarde como un portero en Degrassi: The Next Generation. Tras ello, continuó desempeñado roles menores en los años siguientes en series y telefilmes como Missing, Dante's Cove y The House Next Door. En 2006, formó parte del elenco principal de Rent-a-Goalie y se mantuvo durante dos temporadas, y un año más tarde, apareció en la serie Regénesis. Gracias a dichas actuaciones, recibió tres nominaciones a los Gemini Awards, ganando una como mejor actor invitado en una serie dramática por Regénesis. En años posteriores siguió realizando papeles menores en series y películas como CSI: Miami, The Vampire Diaries, 90210, New Girl y Flashpoint, aunque también dio vida a personajes recurrentes en Heartland y Private Practice.

### 2012-actualidad:ArrowyTeenage Mutant Ninja Turtles: Out of the Shadows

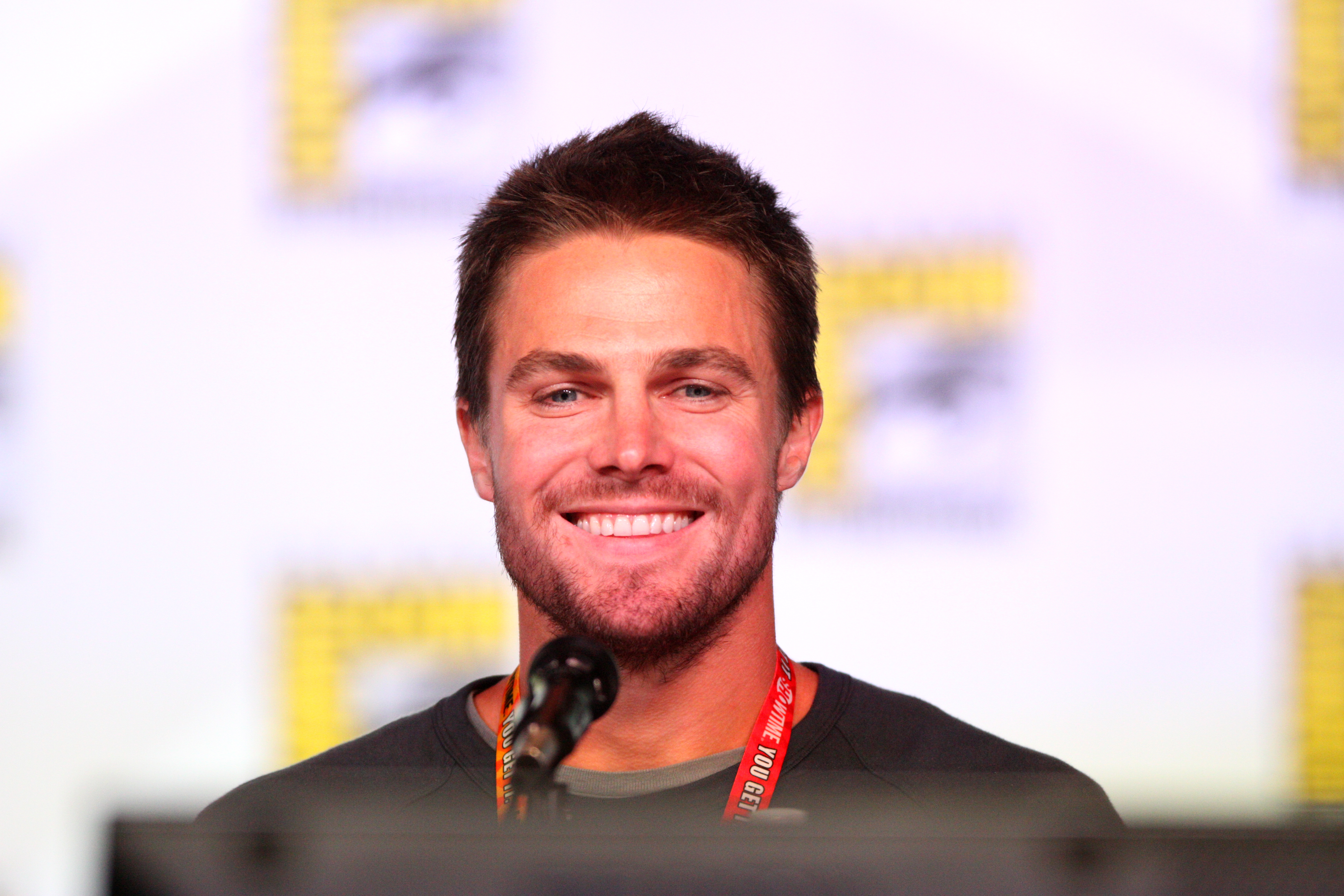
Stephen Amell en el panel de Arrow de la Comic-Con de San Diego en 2012.

En enero de 2012 la cadena The CW anunció que Amell había sido seleccionado para interpretar a Oliver Queen / Green Arrow en la serie de televisión Arrow, adaptación del superhéroe de DC Comics. El programa recibió críticas favorables y presentó altos niveles de audiencia; de acuerdo con numerosos analistas, supuso el inicio de la época dorada del canal. Debido a su éxito, fue renovada para una segunda y tercera temporada, las cuales también recibieron reseñas positivas y buenos índices de audiencia, con lo que se convirtió en la serie más exitosa de The CW entre 2012 y 2013. Por ello, en 2014 estrenó The Flash, primera serie derivada de Arrow, donde Amell también interpreta a Oliver Queen / Green Arrow. Gracias a la popularidad de ambas series, Amell solidificó su imagen como Green Arrow, y fue seleccionado por Warner Bros. para dar voz a dicho personaje en los videojuegos Injustice: Dioses entre nosotros y Lego Batman 3: Beyond Gotham, así como en la serie web animada Vixen. Con el tiempo, se popularizó el término Arrowverso para englobar todas las adaptaciones de superhéroes de DC Comics hechas por The CW, y en 2016 dio inicio a una nueva serie llamada Legends of Tomorrow, donde Amell continuó interpretando a Green Arrow. Su trabajo como el superhéroe ha sido reconocido con nominaciones a los Leo Awards, los People's Choice Awards y los Teen Choice Awards.

## Filantropía y vida personal
A través de los años, Amell ha liderado numerosas campañas benéficas vendiendo mercancía a través del sitio Represent.com. En 2014, creó la campaña Fuck Cancer para ayudar a las personas que padecen la enfermedad y no disponen de dinero suficiente para los gastos médicos; la iniciativa recaudó más de medio millón de dólares tras haber vendido más de 60 mil camisetas. En enero de 2015, lanzó una segunda campaña para apoyar a las fundaciones Paws and Stripes y Stand for the Silent. En agosto del mismo año realizó una aparición especial en WWE Raw para recaudar dinero que sería donado a la fundación Emily's House, que ayuda a familias con niños que padecen de enfermedades terminales; su aparición consiguió recaudar más de 300 mil dólares. Por otra parte, Amell ha estado casado con la actriz y modelo Cassandra Jean desde diciembre de 2012, y el 15 de octubre de 2013, la pareja tuvo a su primera hija, Mavi Alexandra Jean Amell. En mayo de 2022 nació su segundo hijo, Bowen.

## Filmografía
| Año  | Título                                           | Rol                  | Notas                   |
| ---- | ------------------------------------------------ | -------------------- | ----------------------- |
| 2007 | The Tracey Fragments                             | Detective            |                         |
| 2007 | Cerrando el círculo                              | Teddy Gordon         |                         |
| 2009 | Screamers: The Hunting                           | Guy                  |                         |
| 2011 | Stay with Me                                     | Travis               | Cortometraje            |
| 2016 | Code 8                                           | Piloto de dron (voz) | Cortometraje            |
| 2016 | Teenage Mutant Ninja Turtles: Out of the Shadows | Casey Jones          |                         |
| 2019 | Code 8                                           | Garrett Kelton       | Protagonista, Productor |
| 2024 | Code 8: Part II                                  | Garrett Kelton       | Protagonista, Productor |

| Año             | Título                                    | Rol                                             | Notas                                         |
| --------------- | ----------------------------------------- | ----------------------------------------------- | --------------------------------------------- |
| 2004            | Queer as Folk                             | Instructor de spinning                          | 2 episodios                                   |
| 2004            | Degrassi: The Next Generation             | Portero                                         | Episodio: «Ghost in the Machine: Part 2»      |
| 2005            | Missing                                   | Ian Harrington                                  | Episodio: «Paper Anniversary»                 |
| 2005            | Tilt                                      | Bellboy                                         | Episodio: «Rivered»                           |
| 2005            | Beautiful People                          | Jason                                           | 5 episodios                                   |
| 2005            | Dante's Cove                              | Adam                                            | 2 episodios                                   |
| 2006            | The House Next Door                       | Buddy Harrelson                                 | Telefilme                                     |
| 2006-08         | Rent-a-Goalie                             | Billy                                           | Elenco principal (temporadas 1-2)             |
| 2007            | Regénesis                                 | Craig Riddlemeyer                               | 2 episodios                                   |
| 2007-09         | Da Kink in My Hair                        | Matthew                                         | 4 episodios                                   |
| 2007-12         | Heartland                                 | Nick Harwell                                    | 6 episodios                                   |
| 2009            | Flashpoint                                | Peter Henderson                                 | Episodio: «Exit Wounds»                       |
| 2010            | Blue Mountain State                       | Travis McKenna                                  | 2 episodios                                   |
| 2010            | CSI: Miami                                | Peter Truitt                                    | Episodio: «Sleepless in Miami»                |
| 2010            | NCIS: Los Angeles                         | Sargento Andrew Weaver                          | Episodio: «Bounty»                            |
| 2010            | The Cutting Edge: Fire and Ice            | Philip Seaverm                                  | Telefilme                                     |
| 2011            | The Vampire Diaries                       | Brady                                           | 2 episodios                                   |
| 2011            | CSI: Crime Scene Investigation            | A.J. Gust                                       | Episodio: «73 Seconds»                        |
| 2011            | Natalee Holloway                          | Joran van der Sloot                             | Telefilme                                     |
| 2011            | Hung                                      | Jason                                           | Elenco principal (temporada 3)                |
| 2011            | 90210                                     | Jim                                             | 2 episodios                                   |
| 2011-12         | New Girl                                  | Kyle                                            | 2 episodios                                   |
| 2012            | Private Practice                          | Scott Becker                                    | 7 episodios                                   |
| 2012-2020       | Arrow                                     | Oliver Queen / Green Arrow / Dark Arrow         | Elenco principal                              |
| 2013            | When Calls the Heart                      | Wynn Delaney                                    | Telefilme                                     |
| 2014-2019; 2023 | The Flash                                 | Oliver Queen / Green Arrow / Dark Arrow / Flash | 9 episodios                                   |
| 2015            | Reelside                                  | Él mismo                                        | Episodio: «Superheroes»                       |
| 2015            | WWE Raw                                   | Él mismo                                        | 2 episodios                                   |
| 2016-2020       | Legends of Tomorrow                       | Oliver Queen / Green Arrow / Dark Arrow         | 6 episodios                                   |
| 2017            | American Ninja Warrior: Celebrity Edition | Él mismo                                        |                                               |
| 2017-2019       | Supergirl                                 | Oliver Queen / Green Arrow / Dark Arrow         | 3 episodios                                   |
| 2019            | Batwoman                                  | Oliver Queen / Green Arrow / Dark Arrow         | Episodio: «Crisis on Infinite Earths, Part 2» |
| 2021            | Heels                                     | Jack Spade                                      | Elenco principal                              |
| 2025            | Suits: LA                                 | Ted Black                                       | Elenco principal                              |

| Año           | Título                            | Rol                        | Notas            |
| ------------- | --------------------------------- | -------------------------- | ---------------- |
| 2015-2016     | Vixen                             | Oliver Queen / Green Arrow | Voz, 5 episodios |
| 2015-presente | Dudes Being Dudes in Wine Country | Él mismo                   | Cocreador        |

| Año  | Título                           | Rol         | Notas |
| ---- | -------------------------------- | ----------- | ----- |
| 2013 | Injustice: Dioses entre nosotros | Green Arrow | Voz   |
| 2014 | Lego Batman 3: Beyond Gotham     | Green Arrow | Voz   |
| 2015 | Lego Dimensions                  | Green Arrow | Voz   |

## Premios y nominaciones
| Año  | Premiación             | Nominado por                                     | Categoría                                             | Resultado | Ref.          |
| ---- | ---------------------- | ------------------------------------------------ | ----------------------------------------------------- | --------- | ------------- |
| 2007 | Gemini Awards          | Regénesis                                        | Mejor actor invitado en una serie dramática           | Ganador   | [ 2 ]         |
| 2007 | Gemini Awards          | Rent-a-Goalie                                    | Mejor reparto                                         | Nominado  | [ 2 ]         |
| 2008 | Gemini Awards          | Rent-a-Goalie                                    | Mejor reparto                                         | Nominado  | [ 2 ]         |
| 2012 | IGN Awards             | Arrow                                            | Mejor héroe de televisión                             | Nominado  | [ 2 ]         |
| 2013 | NewNowNext Awards      | Arrow                                            | Porque eres guapo                                     | Nominado  | [ 2 ]         |
| 2013 | Teen Choice Awards     | Arrow                                            | Actor de televisión revelación                        | Nominado  | [ 16 ]        |
| 2013 | Teen Choice Awards     | Arrow                                            | Mejor actor de serie de fantasía/ciencia ficción      | Nominado  | [ 16 ]        |
| 2014 | Constellation Awards   | Arrow                                            | Mejor actor en una serie de ciencia ficción           | Nominado  | [ 17 ]        |
| 2014 | IGN Awards             | Arrow                                            | Mejor héroe de televisión                             | Nominado  | [ 2 ]         |
| 2014 | Leo Awards             | Arrow                                            | Mejor actuación de drama por un actor protagonista    | Nominado  | [ 2 ]         |
| 2014 | People's Choice Awards | Arrow                                            | Mejor actor de televisión de fantasía/ciencia ficción | Nominado  | [ 2 ]         |
| 2014 | Young Hollywood Awards | Arrow                                            | Mejor superhéroe                                      | Nominado  | [ 2 ]         |
| 2014 | TV Guide Awards        | Arrow                                            | Mejor pareja (compartido con Emily Bett Rickards)     | Nominado  | [ 2 ]         |
| 2015 | Best. Ever. TV Awards  | Arrow                                            | Mejor pareja (compartido con Emily Bett Rickards)     | Ganador   | [ 18 ]        |
| 2015 | MTV Fandom Awards      | Arrow                                            | Mejor pareja (compartido con Emily Bett Rickards)     | Ganador   | [ 19 ]        |
| 2015 | Teen Choice Awards     | Arrow                                            | Mejor actor de serie de fantasía/ciencia ficción      | Nominado  | [ 20 ]        |
| 2015 | Teen Choice Awards     | Arrow                                            | Mejor beso (compartido con Emily Bett Rickards)       | Nominado  | [ 20 ]        |
| 2015 | Slammy Awards          | SummerSlam                                       | Mejor momento                                         | Ganador   | [ 21 ]        |
| 2016 | CinemaCon Award        | Teenage Mutant Ninja Turtles: Out of the Shadows | Estrella del mañana                                   | Ganador   | [ 2 ]         |
| 2016 | Teen Choice Awards     | Teenage Mutant Ninja Turtles: Out of the Shadows | Mejor actor de cine del verano                        | Nominado  | [ 22 ] [ 23 ] |
| 2016 | Teen Choice Awards     | Arrow                                            | Mejor beso (compartido con Emily Bett Rickards)       | Nominado  | [ 22 ] [ 23 ] |
| 2016 | MTV Fandom Awards      | Arrow                                            | Mejor relación (compartido con Emily Bett Rickards)   | Ganador   | [ 24 ]        |
| 2017 | MTV Movie & TV Awards  | Arrow                                            | Mejor héroe                                           | Nominado  | [ 25 ]        |
| 2017 | Teen Choice Awards     | Arrow                                            | Mejor actor de televisión de acción                   | Nominado  | [ 26 ]        |
| 2017 | People's Choice Awards | Él mismo                                         | Celebridad favorita en las redes sociales             | Nominado  | [ 27 ]        |
| 2018 | Teen Choice Awards     | Arrow                                            | Mejor pareja (compartido con Emily Bett Rickards)     | Nominado  | [ 28 ] [ 29 ] |
| 2018 | Teen Choice Awards     | Arrow                                            | Mejor actor de televisión de acción                   | Nominado  | [ 28 ] [ 29 ] |
| 2019 | Teen Choice Awards     | Arrow                                            | Mejor actor de televisión de acción                   | Ganador   | [ 30 ]        |